# Эвкалипт мётловидный
Эвкалипт мётловидный (лат. Eucalyptus scoparia) — вечнозеленое дерево, вид рода Эвкалипт (Eucalyptus) семейства Миртовые (Myrtaceae).
Древесина бледно-красная, непрочная, растрескивающаяся.

## Распространение и экология
Природный ареал растения находится на востоке Австралии, на плоскогорье на границе штатов Квинсленд и Новый Южный Уэльс, где растёт среди каменичтых скал на высоте 900—1200 м над уровнем моря.
Относительно устойчив к кратковременным морозам, мало требователен к почвам и сравнительно засухоустойчив. В однолетнем возрасте растения легко переносят кратковременное понижение температуры до -10 °C, а во взрослом состоянии немного более морозоустойчив.
Хорошо растёт на оподзоленных и аллювиальных, умеренно влажных почвах. На рыхлых и умеренно влажных почвах растёт значительно быстрее, чем на тяжёлых.
В благоприятных условиях за 9 лет, в среднем, достигает высоты 9—10 м, при диаметре ствола 10 см, а отдельные деревья соответственно — 17 м и 18 см.

## Ботаническое описание
Дерево высотой до 12 м с узкой кроной и тонким стволом, покрытым гладкой и белой корой. Молодые побеги округлые, голые, красноватые.
Молодые листья супротивные, сидячие или на сильно коротких черешках, ланцетные или линейно-ланцетные, длиной 3—7 см, шириной 0,5—1 см, заострённые, бледно-зелёные с обеих сторон. Взрослые — очерёдные, черешковые, узколанцетные, длиной 10—16 см, шириной 1—2 см, заострённые, с обеих сторон зелёные.
Зонтики пазушные, 3—7-цветковые, сидящие на тонкой, цилиндрической ножке длиной 5—8 мм; бутоны на коротких цветоножках, яйцевидные, длиной 5—6 мм, диаметром 4 мм; крышечка полушаровидная или коническая, несколько короче трубки цветоложа; пыльники обратнояйцевидные, открывающиеся продольными щелями, с крупной шаровидной железкой.
Плоды на коротких цветоножках, яйцевидные, длиной 5—6 мм, диаметром 4—5 мм, с несколько куполовидным диском и широкими, выдвинутыми створками.
На родине цветёт в ноябре — декабре; на Черноморском побережье Кавказа — ноябре — январе.

## Таксономия
Вид Эвкалипт мётловидный входит в род Эвкалипт (Eucalyptus) подсемейства Myrtoideae семейства Миртовые (Myrtaceae) порядка Миртоцветные (Myrtales).
|  |                                      |  |                                                             |                                                             |                    |  | ещё 13 семейств (согласно Системе APG II) | ещё 13 семейств (согласно Системе APG II)    |                                              |  |  |  | ещё 130 родов       | ещё 130 родов            |  |  |
|  |                                      |  |                                                             |                                                             |                    |  | ещё 13 семейств (согласно Системе APG II) | ещё 13 семейств (согласно Системе APG II)    |                                              |  |  |  | ещё 130 родов       | ещё 130 родов            |  |  |
|  |                                      |  |                                                             | порядок Миртоцветные                                        |                    |  |                                           |                                              | подсемейство Myrtoideae                      |  |  |  |                     | вид Эвкалипт мётловидный |  |  |
|  |                                      |  |                                                             | порядок Миртоцветные                                        |                    |  |                                           |                                              | подсемейство Myrtoideae                      |  |  |  |                     | вид Эвкалипт мётловидный |  |  |
|  | отдел Цветковые, или Покрытосеменные |  |                                                             |                                                             | семейство Миртовые |  |                                           |                                              | род Эвкалипт                                 |  |  |  |                     |                          |  |  |
|  | отдел Цветковые, или Покрытосеменные |  |                                                             |                                                             |                    |  |                                           |                                              |                                              |  |  |  |                     |                          |  |  |
|  |                                      |  | ещё 44 порядка цветковых растений (согласно Системе APG II) | ещё 44 порядка цветковых растений (согласно Системе APG II) |                    |  |                                           | ещё 1 подсемейство (согласно Системе APG II) | ещё 1 подсемейство (согласно Системе APG II) |  |  |  | ещё более 700 видов |                          |  |  |
|  |                                      |  |                                                             | ещё 44 порядка цветковых растений (согласно Системе APG II) |                    |  |                                           |                                              | ещё 1 подсемейство (согласно Системе APG II) |  |  |  |                     |                          |  |  |